# الفرس الأعظم (كوكبة)
الفرس الأعظم (باللاتينية: Pegasus)؛ (بالإنجليزية: the Winged Horse)‏ وهي كوكبة في السماء الشمالية، سميت من الميثولوجيا الإغريقية الحصان المجنح (بيجاسوس). وهي احدا من الأبراج 48 المدرجة من قبل الفلكي بطليموس في القرن الثاني، واحدا الأبراج الحديثة البالغ عددها 88.
من أهم مكونات كوكبة الفرس الأعظم نجد خماسية ستيفان التي تتكون من عنقود به خمسة مجرات غاية في الجمال.

## الخصائص

### النجوم
تشكل النجوم التالية تجمع نجمي يسمى مربع الفرس الأعظم أو مربع الخريف وهي:
- α Peg (المنكب).
- β Peg (الساعد).
- γ Peg (الجنب).
- α Andromedae (سرة الفرس) من المرأة المسلسلة.

يمكن رؤيا مربع الخريف ابتداء من الصيف مع حلول الظلام في اتجاه شمال الشرق، ويعلو في السماء خلال الخريف، حتى يقترب في أكتوبر من اتجاه الجنوب الشرقي وبالتالي الجنوب. ويقع نحو 20 درجة شمال خط الاستواء الفلكي.
يعتبر نجم(Pegasi 51) أول نجم يعرف شبيه للشمس خارج المجموعة الشمسية. وتعتبر (آي كي بغاسي) أقرب سوبرنوفا.
يبين التحليل الطيفي للكوكب (HD 209458 b) أول دليل على وجود بخار الماء في الغلاف الجوي خارج النظام الشمسي، وأول كواكب تم تصويرها مباشرة هي الكواكب التي تدور حول نجم (HR 8799) وهي خارج المجموعة الشمسية في كوكبة الفرس الأعظم.

### أسماء النجوم
| الاسم العربي | تسمية باير | أصل التسمية | الاسم اللاتيني |
| ------------ | ---------- | ----------- | -------------- |
| المنكب       | α          | عربية       | Alpha Pegasi   |
| الساعد       | β          | عربية       | Beta Pegasi    |
| الجنب        | γ          | عربية       | Gamma Pegasi   |
| الأنف        | ε          | عربية       | Epsilon Pegasi |
| سعد الهمام   | ζ          | عربية       | Zeta Pegasi    |
| سعد المطر    | η          | عربية       | Eta Pegasi     |
| سعد البهام   | θ          | عربية       | Theta Pegasi   |
| سعد بارع     | μ          | عربية       | Mu Pegasi      |

## التاريخ

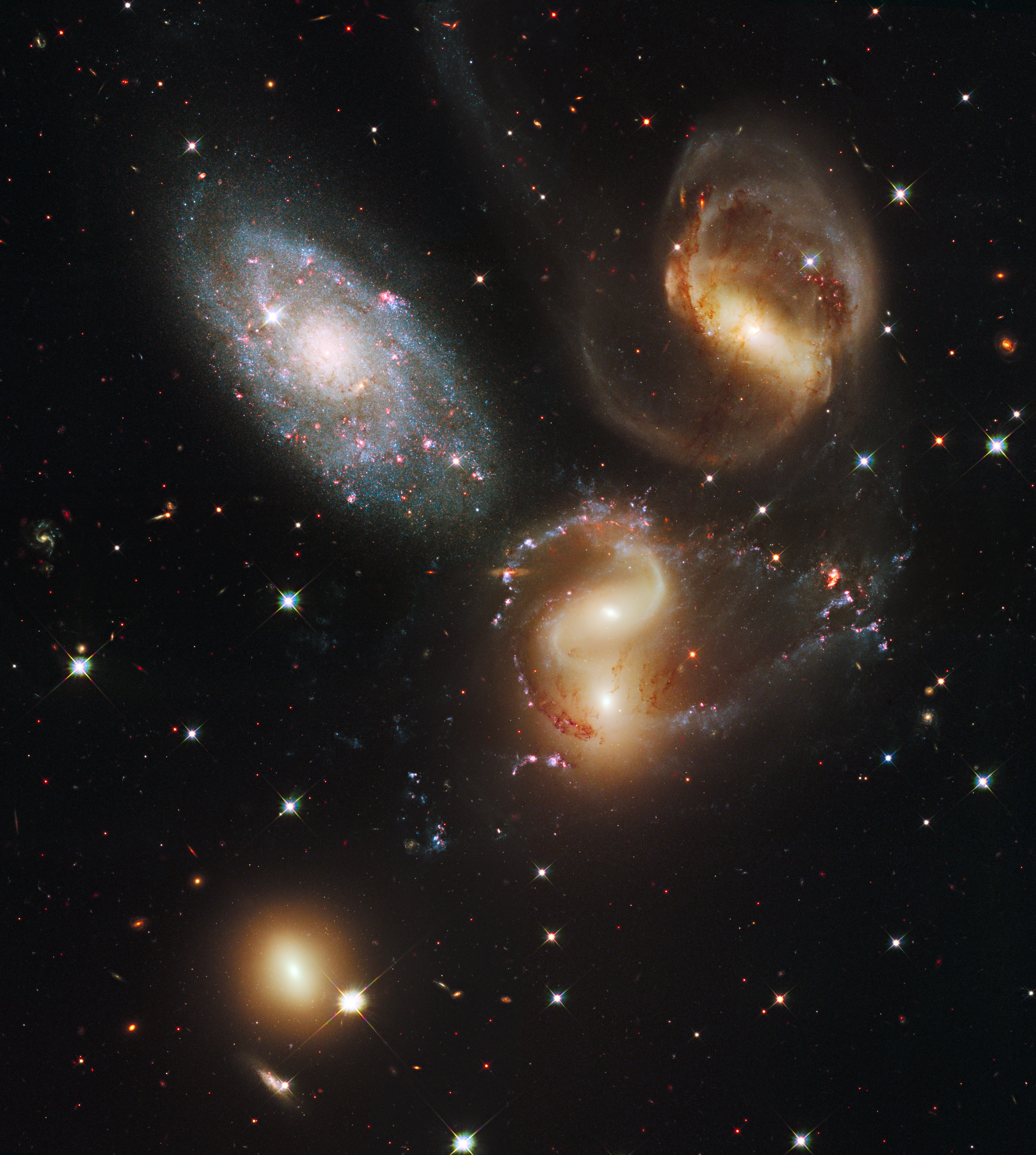
صورة خماسية ستيفان لقطها تلسكوب هابل الفضائي. في أسفل الصورة ترى إن جي سي 7317 ، وإلى يمينها في وسط الصورة إن جي سي 7318 أ، وإلى اعلى إن جي سي 7318 ب. وفي أعلى الصورة إن جي سي 7319 (يمين) و إن جي سي 7320 (يسار).

كانت الكوكبة البابلية (IKU) مكونة من أربعة نجوم ثلاثة منها أصبحت فيما بعد جزء من خيول الكوكبة اليونانية (بيغاسوس). كان بيغاسوس في الميثولوجيا الإغريقية هو الحصان المجنح بالقوى السحرية. تقول أحد أساطيره فيما يتعلق بقوته ان له حوافر تخرج الربيع، والماء من النبع المقدس هيبوكرين مصدر الإلهام وكتابة الشعر. كان بيغاسوس هو الذي حمل رأس ميدوسا إلى حاكم جزيرة سيرفوس بوليديكتس، ثم سافر بعد ذلك إلى جبل أوليمبوس كي تكون حامل الرعد والبرق لزيوس. في نهاية المطاف، أصبح حصان بيليروفون، الذي أستخدمه لقتل الوحش تشيميرا ونجح بمساعدة آثينا وبيغاسوس.
في الفارسية القديمة، تصور الصوفي الفرس الأعظم كحصان كامل يواجه الشرق، خلافا لمعظم علماء الفلك الاخرين، حيث تصور الفرس الأعظم نصف حصان، يخرج من المحيط. في تصوير الصوفي رأس الفرس الأعظم يصل لنجوم كوكبة العظاءة. وتتمثل الرجل الاماميه اليمنى بالنجمة (β Peg) والرجل الاماميه اليسرى (η Peg)، (μ Peg) و(λ Peg)؛ والأرجل الخلفية معلمة بتسعة نجوم. ويتمثل الجزء الخلفي بواسطة (π Peg) و(μ Cyg)، ويتمثل البطن بواسطة (ι Peg) و(κ Peg).

## اقرأ أيضا
- خماسية ستيفان
- آي كي الفرس الأعظم
- بيز 1